# Rectilabrum
Rectilabrum is een geslacht van weekdieren uit de klasse van de Gastropoda (slakken).

## Soort
- Rectilabrum lanceolatum Bouchet & Warén, 1986